# Mammon
Pour les articles homonymes, voir Mammon (homonymie).
 (avril 2021).
Si vous disposez d'ouvrages ou d'articles de référence ou si vous connaissez des sites web de qualité traitant du thème abordé ici, merci de compléter l'article en donnant les références utiles à sa vérifiabilité et en les liant à la section « Notes et références ».

Le Culte de Mammon, Evelyn De Morgan, vers 1909.

Mammon, dans le Nouveau Testament de la Bible, est la richesse matérielle qui est personnifiée en divinité à laquelle les hommes sont susceptibles de vouer leur vie. Son adoration correspond dans l'Ancien Testament ou dans la Torah au culte du Veau d'or, et dans la morale catholique à l'avarice qui est un des sept péchés capitaux.
Mammon est parfois compris parmi les trois ou sept princes de l'Enfer.

## Étymologie

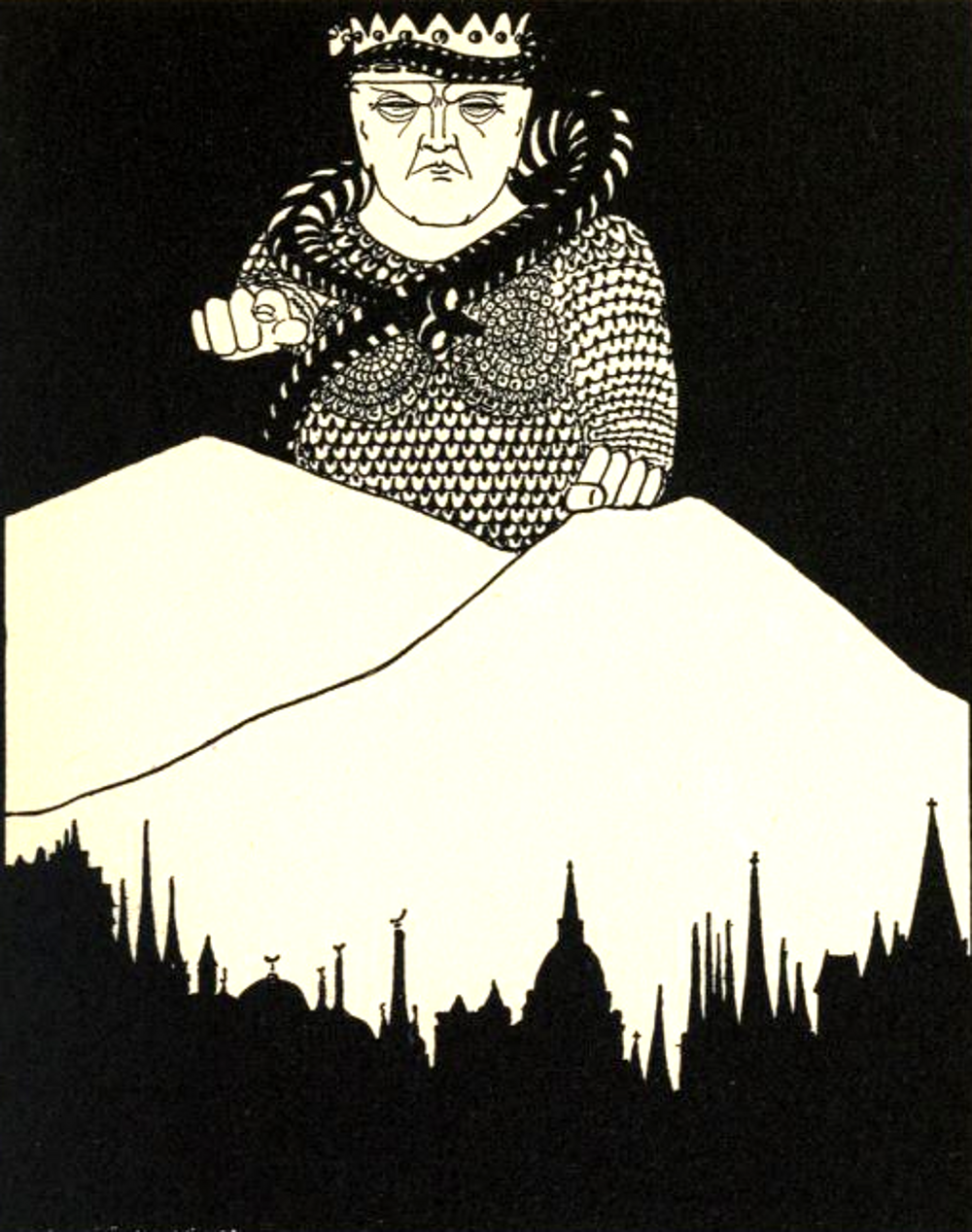
Mammon, par William Thomas Horton, 1898.

Mammon serait un mot d'origine araméenne, signifiant « richesse ». Son étymologie est obscure. Certains le rapprochent de l'hébreu matmon, signifiant trésor, argent. D'autres le rapprochent du phénicien mommon signifiant bénéfice[citation nécessaire].
Dans le Nouveau Testament, ainsi que dans le Talmud, le mot « Mammon » signifie « possession » (matérielle), mais il est parfois personnifié.
« Aucun homme ne peut servir deux maîtres : car toujours il haïra l'un et aimera l'autre. On ne peut servir à la fois Dieu et Mammon (Matthieu 6:24). »
Sainte Françoise Romaine (1384-1440) présente Mammon comme étant un des trois princes de l'Enfer, soumis à Lucifer uniquement. Il préside aux divers péchés que fait commettre l'amour de l'argent.
Dans son ouvrage L'Unique et sa propriété, le philosophe allemand Max Stirner associe Mammon à une divinité illusoire à laquelle sacrifieraient les impies, par opposition avec le Dieu des croyants pieux. Karl Marx évoque aussi le culte de Mammon.

## Dans la culture populaire
- Dans la série télévisée Les Simpson, le ploutocrate Montgomery Burns habite Mammon Lane.
- Dans le jeu vidéo Chrono Trigger de Square Co., la Mammon Machine est l'instrument démoniaque qui matérialise l'ambition de la reine des illuminés, Zeal, grâce auquel elle entend réveiller le monstre Lavos pour profiter de son pouvoir.
- Dans le jeu vidéo mobile Obey Me!, Mammon est l’un des sept frères démons de l’histoire, incarnant l’Avatar de la Cupidité.
- Dans les jeux de rôle :
  - In Nomine Satanis - Magna Veritas : Mammon est le Prince Démon de la cupidité ;
  - Donjons et Dragons : Mammon est un archidiable des Neuf Enfers de Baator.
- Dans le manga Reborn!, un membre de la varia se fait surnommer Mammon et possède pour principal défaut d'être avare.
- Dans le manga Code: Breaker, Mammon est une des sept flammes censées purger le Mal.
- Dans le film Pale Rider, le cavalier solitaire (1985), réalisé et interprété par Clint Eastwood, le riche Lahood lui ayant proposé de construire une église pour qu'il y exerce son ministère, le pasteur lui répond : « On ne peut pas servir Dieu et Mammon. Mammon signifie 'argent'. »
- Dans le film Constantine, avec Keanu Reeves, Mammon est le fils de Lucifer. Il tente de prendre pour hôte, un humain doté de puissants pouvoirs psychiques, afin de prendre la place de Lucifer, comme seigneur de l'Enfer et déclencher une Apocalypse sur la Terre.
- Dans les comics Spawn, Mammon est un personnage qui semble comploter pour le pouvoir.
- Dans l'épisode « La règle des trois », saison 2 de la série Esprits criminels, trois jeunes filles sont enlevées et séquestrées dans la ville fictive de North Mammon. Située en Pennsylvanie, elle est censée représenter l'archétype de la petite ville américaine. Le surnom de l'équipe sportive du lycée local est les « Diables » (Devils).
- Dans le visual novel Umineko no naku koro ni et ses dérivés, Mammon est le nom d'une des sept sœurs du purgatoire (seven stakes of purgatory, en anglais) et personnifie l'avarice.
- Dans le manga Beelzebub, Mammon est le démon d'Akaboshi
- Dans le jeu vidéo Bravely Default : Mammon est un colosse pouvant s'installer dans Norende pendant sa reconstruction.
- Dans un spin-off du manga L'Attaque des Titans, Mammon est le nom donné au titan ayant ravagé Shiganshina
- Dans le jeu vidéo Darksiders Genesis, Mammon est un démon conspirant avec Lucifer.
- Dans les jeux vidéos Persona 5 et Persona 5 Royal, Mammon est la forme prise par les pulsions tordues de Kunikazu Okumura. Le PDG d'Okumura Foods dans les jeux.
- Dans l'application  Webtoon , dans le webtoon ''aegis orta'', Mammon est le roi démon de la cupidité.
- Apparaissant dans la série Helluva Boss, Mammon est représenté comme une grande célébrité manipulatrice dans l'art du cirque et du divertissement, fondateur du parc d'attraction "Loo Loo Land" ainsi que le patron de Fizzarolli, "exploitant" explicitement son employé pour ses bénéfices.
- Il est régulièrement mentionné par le Curé Carron, dans Les Pays d'en haut.